# Брестовец (комуна)
Брестовец (рум. Brestovăț) — комуна у повіті Тіміш в Румунії. До складу комуни входять такі села (дані про населення за 2002 рік):
- Брестовец (336 осіб)
- Кошарій (191 особа)
- Лукарец (123 особи)
- Теш (160 осіб)
- Ходош (8 осіб)

Комуна розташована на відстані 381 км на північний захід від Бухареста, 37 км на схід від Тімішоари.

## Населення
За даними перепису населення 2002 року у комуні проживали 818 осіб.
Національний склад населення комуни:
| Національність | Кількість осіб | Відсоток |
| -------------- | -------------- | -------- |
| румуни         | 589            | 72,0 %   |
| словаки        | 151            | 18,5 %   |
| серби          | 43             | 5,3 %    |
| угорці         | 19             | 2,3 %    |
| німці          | 16             | 2,0 %    |

Рідною мовою назвали:
| Мова      | Кількість осіб | Відсоток |
| --------- | -------------- | -------- |
| румунська | 637            | 77,9 %   |
| словацька | 148            | 18,1 %   |
| угорська  | 16             | 2,0 %    |
| німецька  | 16             | 2,0 %    |
| сербська  | 1              | 0,1 %    |

Склад населення комуни за віросповіданням:
| Релігія                             | Кількість осіб | Відсоток |
| ----------------------------------- | -------------- | -------- |
| православні                         | 526            | 64,3 %   |
| римо-католики                       | 183            | 22,4 %   |
| греко-католики                      | 59             | 7,2 %    |
| баптисти                            | 39             | 4,8 %    |
| п'ятдесятники                       | 7              | 0,9 %    |
| реформати                           | 1              | 0,1 %    |
| адвентисти                          | 1              | 0,1 %    |
| лютерани (Аугсбурзького сповідання) | 1              | 0,1 %    |
| атеїсти                             | 1              | 0,1 %    |